# 이호석 (축구 선수)
이호석(1991년 5월 21일 ~ )은 대한민국의 축구 선수로서 포지션은 공격수이다.

## 선수 경력
광양제철고등학교 재학 시절 지동원과 함께 활약하였으며, 동국대학교에 진학한 이후에는 주장을 맡았으며, 덴소컵과 VFF국제축구대회에 참가하기도 하였다.
2014년 드래프트 2순위로 충주 험멜에 입단했으나, 곧바로 정성민과 트레이드로 경남 FC에 입단하였다. 프로 데뷔 첫 해에는 수비형 미드필더와 공격형 미드필더를 오가며 비교적 많은 출전 기회를 잡았으나, 자신의 장기인 돌파와 날카로운 슈팅을 제대로 보이지 못해 아쉬움을 남겼으며, 수비적인 능력이 미흡한 터라 경고도 적지 않게 받았다. 2015시즌엔 본격적으로 공격수의 위치에서 활동하여 더욱 날카로운 모습을 자주 보였으며 5월 18일 강원 FC와의 경기에서 프로 데뷔골을 기록했다. 2016시즌을 앞두고 김종부 감독이 경남에 부임 이후 크리스찬과 콤비 플레이를 보이면서 큰 활약을 보였다. 특히 2016년 9월 7일 고양 자이크로 FC전에서 4어시스트를 기록하며 K리그 출범 이후 한경기 최다 어시스트 기록을 갱신하였으며, 2016시즌 한 해 동안 27경기에 나서 10 어시스트를 기록하며 K리그 챌린지 도움왕에 올랐다.
2017년 크리스찬과 함께 대전 시티즌으로 이적하였다. 3월 4일 안산 그리너스 FC와의 리그 첫 경기서 동점골을 성공시키며 팀의 시즌 첫골을 기록하였으며, 3월 12일 성남 FC와의 홈개막전에서 동점골을 성공시키며 두경기 연속골을 기록하였고, 3월 18일 서울 이랜드와의 경기서 3경기 연속골을 기록, 팀의 시즌 첫승을 이끌었다. 9월 28일 아산 무궁화 FC전에서 후반 교체 투입되어 만회골을 성공시켰으며, 2017시즌 27경기에 출장해 5골 6어시스트를 기록하며 팀 내 득점 2위와 도움 1위에 등극하였다.
2018년 1월 11일 박명수랑 트레이드되면서 인천 유나이티드에 입단하였다.
2018시즌 중 상주 상무로 입대했다. 2019시즌 종료 후 인천으로 복귀했다.

## 수상

### 개인
- K리그 챌린지 도움상 (1) : 2016

### K리그
- 44 (2014년,  경남 FC)
- 4 (2015년,  경남 FC)
- 17 (2016년,  경남 FC)
- 17 (2017년,  대전 시티즌)